# Alòs (Arieja)
Alòs (francès Alos) és un municipi francès situat al departament de l'Arieja i a la regió d'Occitània.